# Flawian (Iwanow)
Flawian, imię świeckie Władimir Iwanow (ur. 2 maja?/14 maja 1889, zm. 7 października 1958) – rosyjski biskup prawosławny.

## Życiorys
Ukończył seminarium duchowne w Stawropolu, a następnie Kazańską Akademię Duchowną, w której uzyskał tytuł kandydata nauk teologicznych. W 1913, jako mężczyzna żonaty, został wyświęcony na kapłana. Za swoją działalność duszpasterską otrzymał godność protoprezbitera.
Będąc już wdowcem, dołączył na początku lat 20. XX wieku do Żywej Cerkwi i od 1923 do 1934 zasiadał w zarządzie eparchii krasnodarskiej i kubańskiej w jej strukturach. W 1934 przyjął, także w Żywej Cerkwi, chirotonię na biskupa krasnodarskiego. W roku następnym otrzymał godność arcybiskupią.
8 stycznia 1945, po złożeniu aktu pokutnego, został ponownie przyjęty w poczet duchowieństwa Rosyjskiego Kościoła Prawosławnego i po raz drugi wyświęcony na biskupa krasnodarskiego i kubańskiego 8 stycznia 1945. Od 1949 do 1955 był biskupem orłowskim i briańskim; w 1955 otrzymał godność arcybiskupią, po czym został przeniesiony na katedrę rostowską i kamieńską. Od 1957 posługiwał się tytułem arcybiskupa rostowskiego i nowoczerkaskiego. Zmarł w 1958.